# Titularbistum Oreto
Oreto ist ein Titularbistum der römisch-katholischen Kirche. 
Es geht zurück auf einen Bischofssitz in der Stadt Granátula de Calatrava in der Landschaft Kastilien in Spanien. Der Bischofssitz gehörte der Kirchenprovinz Toledo an.
| Titularbischöfe von Oreto |                     |                                                   |                 |                  |
| Nr.                       | Name                | Amt                                               | von             | bis              |
| 1                         | Stephen Fumio Hamao | Weihbischof in Tokio (Japan)                      | 5. Februar 1970 | 30. Oktober 1979 |
| 2                         | Angel Lagdameo      | Weihbischof in Cebu (Philippinen)                 | 19. Juni 1980   | 31. Januar 1986  |
| 3                         | Patrick Power       | Weihbischof in Canberra und Goulburn (Australien) | 8. März 1986    |                  |